# Frank Bayard
Frank Bayard (Püttlingen, 11 ottobre 1971) è un abate tedesco, dal 22 agosto 2018 nuovo Gran maestro dell'Ordine teutonico, più propriamente Ordine dei Frati della Casa di Santa Maria in Gerusalemme o Deutsche Orden, O.T..

## Biografia
L'abate Frank Bayard è nato a Püttlingen l'11 ottobre 1971.
Ha studiato economia, perfezionando gli studi ottenendo un master in business administration. Nel 2000 è entrato a far parte dell'ordine teutonico e dall'anno seguente ha iniziato gli studi in teologia, filosofia e storia, che ha portato a termine nel 2008. Il suo percorso di formazione lo ha portato a studiare a Vienna e a Innsbruck. Ha emesso la professione perpetua il 19 settembre 2004.
Ha il rango di Abate mitrato e a lui compete esclusivamente l'ammissione, tra l'altro, dei Familiari dell'Ordine Teutonico che costituiscono un "unicum" per il loro stato laicale (e religioso) all'interno dell'Ordine Teutonico. Essi, infatti, non sono neppure assimilabili, per definizione, a un Ordine terziario secolare, ma fanno parte a tutti gli effetti della famiglia dell'O.T. e sono soggetti direttamente all'autorità del Gran Maestro.